# Lundqvistrederierna
Lundqvist Rederierna är ett familjeägt rederi med säte i Mariehamn på Åland. Rederigruppen består av Ångfartygsaktiebolaget Alfa (grundat 1927) och Rederiaktiebolaget Hildegaard (grundat 1936). Verksamheten är inriktad på internationell transport av råolja med Aframax-tankfartyg. Lundqvist Rederierna är en av de största privatägda sjöfartskoncernerna på Åland och en av de ledande aktörerna inom sitt segment i Norden.

## Historia
Lundqvistfamiljens engagemang i sjöfarten går tillbaka till 1800-talet. De nuvarande rederibolagen grundades på 1920- och 1930-talen och bedrev ursprungligen fraktfart med torrlastfartyg. År 1959 tog rederiet leverans av sin första oljetanker, Havskaar, och inledde därmed en gradvis övergång till tankfartyg. Under 1990-talet moderniserades flottan omfattande, och en andra stor förnyelse genomfördes på 2010-talet med flera nybyggen i samarbete med japanska Sumitomo Heavy Industries.
Rederiet ägde tidigare varvet Lun-Mek i Mariehamn, som 1992 slogs samman med Algots varv och bildade Alandia Yards.

## Verksamhet
Lundqvist Rederierna bedriver internationell sjöfart inom tanksegmentet med fokus på råolja och petroleumprodukter. Flottan består av Aframax-klassade tankfartyg, anpassade för att operera globalt men med traditionella huvudområden i Nordsjön, Östersjön, Medelhavet och Svarta havet. Rederiet samarbetar med ledande oljebolag och uppfyller höga krav på säkerhet och kvalitet.

### Ägarstruktur och ledning
Koncernen är familjekontrollerad av släkten Lundqvist. Nuvarande verkställande direktör är Ben Lundqvist (sedan 1995). Moderbolagen i Mariehamn äger dotterbolag på Bahamas, vilka äger respektive fartyg. År 2022 hade koncernen 714 aktieägare.. Företaget är skuldfritt. 

### Innehav i andra bolag
Lundqvistgruppen är storägare i Viking Line med cirka 25 procent av aktierna.

## Flotta
Flottan består av tio moderna Aframax-klassade råolje- och produkttankfartyg, alla med dubbelbotten, isförstärkning och Bahamas som registreringsland. Fartygen är byggda 2006–2022 och rymmer mellan cirka 104 000 och 115 000 dödviktton (DWT). Exempel på fartyg i flottan:
- Alfa Alandia (2016)
- Alfa Baltica (2015)
- Alfa Finlandia (2019)
- Estrella (2014)
- Lancing (2018)
- Newbury (2022)
- Penelop (2006)
- Primero (2016)
- Sword (2018)
- Thornbury (2022, LNG-drivet)

## Miljö och hållbarhet
Rederiet har en uttalad miljö- och säkerhetspolicy med målet att minimera olyckor och utsläpp. Samtliga fartyg är byggda enligt höga miljö- och säkerhetskrav, med dubbel skrov och modern teknik. Lundqvist Rederierna har infört ett kvalitets- och hållbarhetssystem för att följa och överträffa lagkrav och kundernas standarder. Fartyget Thornbury (levererat 2022) är rederiets första LNG-drivna tanker, vilket minskar utsläppen av svavel, partiklar och koldioxid.